# 240 (tal)
240 är det naturliga talet som följer 239 och som följs av 241.

## Inom vetenskapen
- 240 Vanadis, en asteroid.

## Inom matematiken
- 240 är ett jämnt tal.
- 240 är ett semiperfekt tal.
- 240 är ett rektangeltal.
- 240 är ett superymnigt tal.
- 240 är ett mycket ymnigt tal.
- 240 är ett Praktiskt tal.